# Массовое отравление в Черновцах
Массовое отравление в Черновцах — масштабное экологическое ЧП, связанное с химическими выбросами неустановленного происхождения, которое произошло в 1988 году в городе Черновцы, Украина, и привело к значительному росту смертности, эпидемии респираторных и психоневрологических заболеваний, вспышке алопеции у детей и молодёжи.

## Хронология

### Январь-март 1988
Отмечено до 10 случаев облысения детей возрастом 2—3 лет. Сразу несколько одновременных аналогичных инцидентов сильно выходили за пределы обычной статистики детской алопеции, однако врачи города не уделили этому большого внимания. Некоторым пациентам был поставлен диагноз химической экзогенной интоксикации.

### Весна—лето 1988
В Черновцах на предприятиях работали комиссии, которые выявили ряд несоответствий экологическим нормам, в частности, отсутствие ядомогильников для шлаков, содержащих соли плавиковой и борной кислот. По мнению учёных В. Ломоносова и А. Фитина, предприятия нашли выход в использовании шлаков на кирпичных заводах, что и привело затем к массовому воздушному загрязнению.

### Июль 1988
В городе, особенно в центре, исчезли тараканы, мухи, комары, птицы нижнего яруса проживания (воробьи и др.). На улицах бродили бездомные собаки и коты с очаговым облысением, многие голуби, вороны частично утратили оперение.
По некоторым данным, в это время массово сжигали мусор, листву, сорняки в парках, садах, на приусадебных участках, причём так, что дым круглые сутки покрывал весь город и окраины, а также на одном из предприятий произошла некая аварийная ситуация.
Позже в ноябре 1988 г. в УВД г. Черновцы пришла жалоба жителей домов по ул. Лукьяна Кобылицы, под которой подписались пять человек. В ней сообщалось, что в конце июля по улице ночью на военных тягачах провозили две большие военные ракеты. В конце улицы машины остановились из-за какой-то поломки, и было хорошо видно, как из-под ракет на асфальт лилась жидкость. В 1990 г. военной прокуратурой был допрошен рядовой Рыхло, который сообщил:
Во время службы в одной из частей, в батальоне по доставке горючего, майор Кочкин, говоря о необходимости соблюдения правил безопасности, рассказал следующее: «Мы перевозили ракетное топливо. Из-за неисправности задвижки на одной из улиц Черновцов топливо пролилось. Все содержимое цистерны вылилось».
 Майор Кочкин эти показания опроверг.
Реальность данного инцидента оспаривается, поскольку такая утечка ракетного топлива немедленно привела бы к острому отравлению всех жителей улицы, чего не произошло.

### Август 1988
В Черновцах, особенно среди детей, началась вспышка заболеваний неизвестной природы. Болезнь обычно начиналась с поражения дыхательных путей (ОРЗ, кашель), высыпаний на теле, у некоторых малышей появлялись сухость и бледность кожных покровов, язвы во рту, конъюнктивит. Затем болезнь захватывала нервную систему: нарушения сна, беспокойство, галлюцинации. В некоторых случаях — боли в суставах, мышечная гипотония, судороги. Общим в этих случаях было поражение волосяного покрова. Большинство случаев, в том числе тяжёлые, регистрировались в центре города. В кожно-венерологический диспансер поступили около 20 детей с частичным или полным облысением.

### Сентябрь 1988
Росло количество случаев ОРЗ, которое значительно превысило эпидпорог. С августа по ноябрь только среди детей было зарегистрировано 17 297 случаев ОРЗ. При этом исследование, затронувшее 1368 больных, выявило вирусы только у 15,5 %. По другим данным, число ОРЗ неясной этиологии было значительно меньше, не более 200. Сильно возросло по сравнению с 1987 годом количество железодефицитных анемий (на 40 %), хронических заболеваний миндалин и аденоидов (на 285 %). Смертность детей от 2 до 6 лет возросла за 1988 год в 3,7 раза, от 7 до 14 лет в 2 раза, смертность взрослого населения от инфаркта миокарда и гипертонической болезни выросла в 4,5 раза.
Дерматологический диагноз для всех детей с алопецией звучал практически одинаково — облысение вследствие химического поражения, вероятнее всего — таллием.
В конце сентября ситуацией заинтересовался областной отдел здравоохранения.

### Октябрь 1988
Было возбуждено уголовное дело по факту массового заболевания.
Во второй половине октября информация о ЧП вышла на всесоюзный уровень. Появились статьи в центральных газетах, в Черновцы приехали комиссии из Киева и Москвы, анализы отправлялись в ведущие лаборатории страны. К этому времени количество случаев детской алопеции превысило 90. Киевский педиатр профессор В.Бережной высказал предположение, что черновицкие дети лысеют от фтора, якобы в больших количествах содержащегося в кухонной соли, после чего в магазинах города была проведена масштабная экспертиза. Основной же версией стало то, что где-то в городе длительное время работает промышленный источник токсичных газообразных соединений, бора или таллия. При этом газ явно был тяжелее воздуха и концентрировался у земли, на что указывает поражение преимущественно детей, животных, исчезновение насекомых и птиц нижнего яруса. Центр города, где было наиболее тяжёлое положение, располагался в низменности.

### Ноябрь 1988
После выступления заместителя министра здравоохранения СССР А. А. Баранова настроения в Черновцах стали приобретать характер паники. Люди стремились вывезти детей из города. К концу ноября в городе из 15175 детей дошкольного возраста осталось всего 559, а из 33426 школьников — 5 тысяч.
На время было запрещено движение индивидуального автотранспорта, чтобы исключить версию, что из-за массового использования присадок для увеличения октанового числа бензина выделяется таллий.
В конце ноября была проведена общегородская уборка с мытьём улиц.
В это же время число заболеваний начало быстро сокращаться. Анализы не выявляли аномальной концентрации каких-либо химикатов. По всей видимости, из-за поднявшейся шумихи, источник токсичных веществ перестал функционировать где-то в начале ноября.
С 8 ноября случаи тотальной алопеции у детей прекратились. Однако достигло пика число случаев очаговой алопеции; затем она значительно превышала норму вплоть до лета 1989 г. Все больные затем выздоровели.

## Версии
Журналисты агентства «Факты» насчитали 82 версии причин случившегося. Среди них — взрыв химкомбината в Румынии, сгорание спутника над Черновцами, диверсия афганских моджахедов, заговор военных, грибок или плесень. Большинство этих версий были признаны несерьёзными.
Министр здравоохранения СССР Евгений Чазов высказал версию о кислотных дождях, но от неё быстро отказались.
«На основании клинической картины заболевания, положительных результатов физико-химических анализов биоматериалов, объектов окружающей среды установлено, что причиной заболевания детей в г. Черновцы является интоксикация соединениями таллия», — указала в своём отчёте комиссия МЗ УССР, возглавляемая тогдашним министром А.Романенко.
Из заключительного акта правительственной комиссии 5 декабря 1988 года: «в Черновцах были постоянно действующие антропогенные источники загрязнения таллием, к которым отнесены предприятия Кварц, Гравитон, Гранит, Измеритель, Фотон».
По данным московских научных сотрудников, причастными к загрязнению таллием окружающей среды оказались также кирпичные заводы и ряд других городских предприятий. Кроме таллия, эти предприятия выбрасывали в окружающую среду другие токсичные микроэлементы, из которых кадмий, бор, свинец, алюминий способны усиливать токсичность таллия. На заводе «Кварц» в июле 1988 года произошла аварийная ситуация на одной из установок по выращиванию монокристаллов таллия.
Из статьи канд. физ.-мат. наук В. Ломоносова, канд. биол. наук А. Фитина:
В Черновцах произошел многоразовый промышленный выброс — источник токсических веществ работал с июля по начало ноября 1988 года… Расположение кирпичных заводов в низине и возвышение их труб над центром Черновцов объясняют локализацию зоны поражения… Произошло комплексное отравление детей целым рядом токсических соединений, не все из которых нам известны.
 Подчёркивается, что симптоматика сходна с отравлением таллием и соединениями на основе бора. Эти же вещества были обнаружены в ногтевых пластинах, моче, волосяных корнях пациентов..
В апреле 1989 г. голландские токсикологи после трёхдневного исследования в Черновцах исключили возможность отравления таллием.
Конкретный источник отравляющего вещества так и не был установлен. Уголовное дело закрыли, не выявив виновных.